# Guglielmo Libri
Guglielmo Libri (italià: Guglielmo Libri Carucci dalla Sommaja)  (Florència, 2 de gener de 1803 - Fiesole, 28 de setembre de 1869), també conegut com Guillaume Libri, fou un matemàtic, historiador de les matemàtiques i bibliòfil italià, conegut per haver estat un dels més grans lladres de llibres de la història.

## Vida i Obra
Libri, fill d'una antiga i aristocràtica família florentina, va rebre la seva primera educació a casa. El 1816 ingressa a la universitat de Pisa per estudiar lleis, però aviat es comença a interessar per les matemàtiques i les ciències naturals. El 1820, en graduar-se, publica la seva primera obra: Memoria sopra la teoria dei numeri, que li proporciona certa popularitat.
El 1823 és nomenat professor de la universitat de Pisa, però l'any següent obté una dispensa per poder visitar París, on coneix i fa amistat amb Sophie Germain i François Guizot i d'altres matemàtics. El 1825 retorna a la Toscana i comença a estudiar les obres dels grans científics italians de temps anteriors. També és nomenat bibliotecari de l'Accademia dei Georgofili, de la que dimiteix després d'un any, aixecant les sospites sobre la desaparició de llibres d'aquesta biblioteca.
El 1829 es troba a Milà on estudia el Còdex Atlantico a la biblioteca Ambrosiana i el 1830 torna a París on continua cultivant les seves amistats científiques i polítiques i participa activament en la revolució de 1830. En retornar a Florència, imbuït de l'esperit revolucionari, organitza una conspiració contra el gran duc, per la qual és condemnat al exili.
Després de passar uns mesos a Carpentras, on pren contacte amb els fons bibliogràfics que hi havia deixat Peiresc, s'instal·la a París definitivament. Amb el suport d'Arago, de Biot i de Lacroix, obté successivament el lloc de professor del Collège de France i de la universitat de la Sorbona

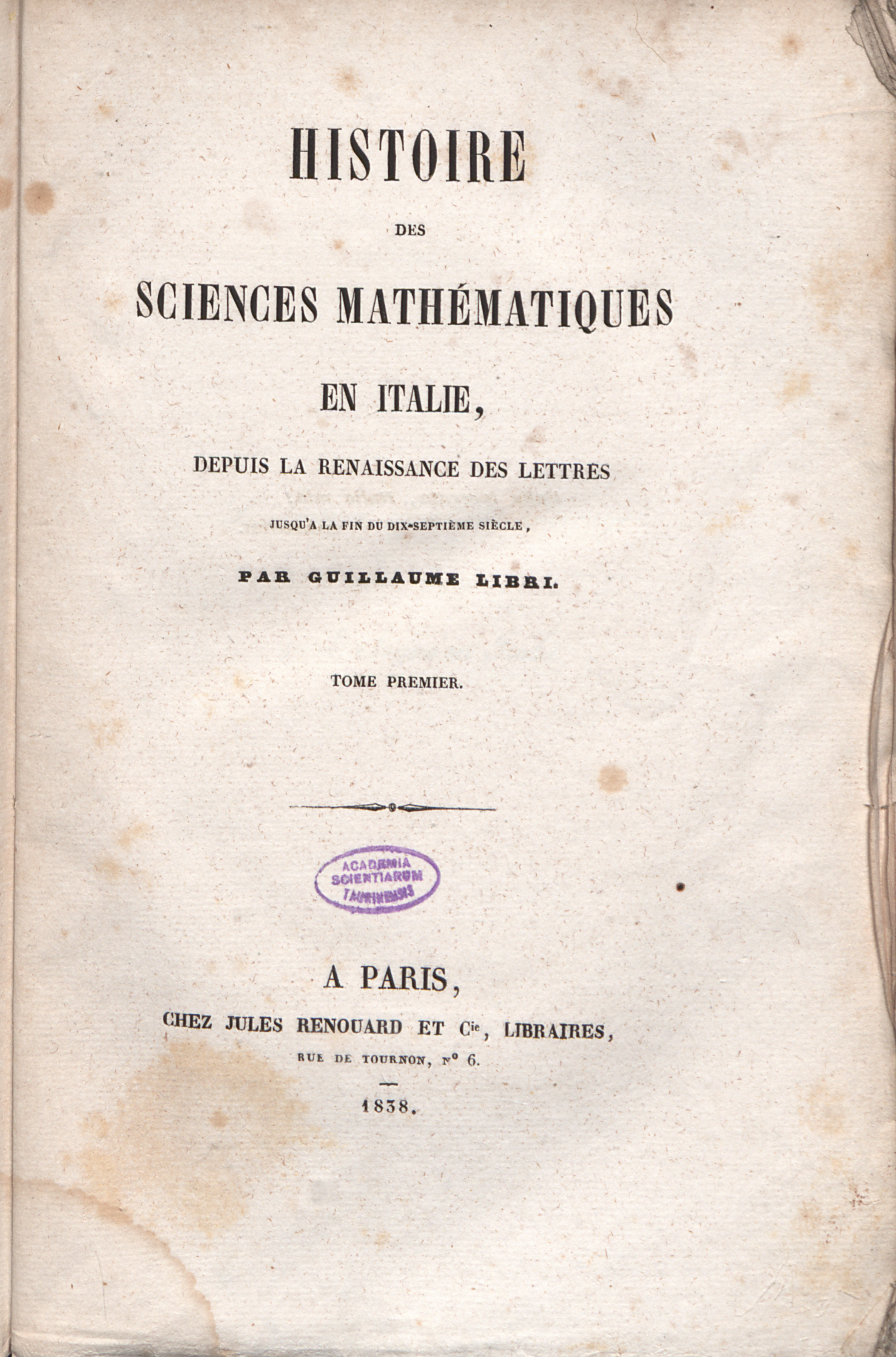
Portada del primer volum de la seva Historia de les Matemàtiques a Itàlia (1838).

Tot i que continua publicant alguns articles de matemàtica pura, la seva activitat més forta és a la història de la ciència. Ja el seu primer curs al Collège de France (1832-33) el dedica a la història de la ciència. Fruit d'aquesta recerca serà la seva obra més important: Histoire des sciences mathématiques en Italie, depuis la renaissance des lettres jusqu'à la fin du XVIIe siècle (Paris 1838-41) en quatre volums (dels sis que estaven previstos).
El 1842 és nomenat inspector de les biblioteques públiques de França, cosa que, tenint en compte la seva bibliomania, era com posar la guineu a vigilar el galliner. Durant l'any 1846 manté intensos contactes amb Antonio Panizzi i Frederic Madden, bibliotecaris del Museu Britànic per vendre'ls la seva immensa col·lecció de llibres i manuscrits.
Amb la revolució de 1848 i la conseqüent caiguda en desgràcia del seu valedor, Guizot, s'inicien procediments judicials en contra seu per robatori de llibres i manuscrits de biblioteques públiques. Això l'obliga a abandonar França per Anglaterra, a on encara aconseguirà fer arribar la seva col·lecció de llibres i manuscrits, alguns d'ells probablement falsificats. A França (on no tornarà mai més) és condemnat a deu anys de presó i desposseït de tots els seus càrrecs (incloent la Legió d'Honor que li havia estat atorgada).
Sobreviurà a Londres fins al 1868, vivint bàsicament de la venda dels llibres robats, com ho demostren les diverses subhastes i catàlegs de llibres a vendre que es van fer a partir de 1859. El 1868 va retornar a la seva Toscana natal on va morir uns mesos després.